# Réservoir de la Sainte-Marguerite 3
Réservoir de la Sainte-Marguerite 3 är en sjö i Kanada.   Den ligger i provinsen Québec, i den östra delen av landet, 900 km nordost om huvudstaden Ottawa. Réservoir de la Sainte-Marguerite 3 ligger 370 meter över havet. Arean är 0,33 kvadratkilometer. Den sträcker sig 1,8 kilometer i nord-sydlig riktning, och 0,6 kilometer i öst-västlig riktning.
I omgivningarna runt Réservoir de la Sainte-Marguerite 3 växer i huvudsak barrskog. Trakten runt Réservoir de la Sainte-Marguerite 3 är nära nog obefolkad, med mindre än två invånare per kvadratkilometer.